# Zhang Yuansu
Jiegu
Zhang Yuansu 张元素 (1151-1234), est un expert en matière médicale de la dynastie Jin (1115-1234) 金. Son nom social est Jiegu 潔古, son pseudonyme Monsieur Yishui 易水先生 (Yishui xiansheng). Lieu d’origine: Yizhou 易州, de nos jours xian de Yi 易县, dans la province du Hebei.
Imprégné par une lecture approfondie du Huangdi nei jing, le « Classique interne de l'empereur Jaune », le livre fondateur de la médecine chinoise, il fonde une nouvelle approche de la pharmacopée, qui sera appelée par les médecins lettrés l’« École de Yishui » 易水学派. Il utilise les concept de qi 气 ou de yin yang 阴阳 et les principes explicatifs du système de correspondances systématiques de Cinq Phases wuxing 五行, pour rendre compte des effets thérapeutiques des remèdes.
Il aura pour disciples plusieurs élèves qui devinrent célèbres comme Li Gao ou Wang Haogu. Ses innovations marqueront un tournant dans l’histoire de la matière médicale qui jusqu’à son époque s’était déroulée en parallèle avec celle de la médecine du Huangdi nei jing qui reconnaissait la thérapie par aiguilles (l’acupuncture) mais pas les traitements par les plantes médicinales.

## Biographie
Après avoir échoué aux examens impériaux, Zhang se tourna vers des études de médecine. Il se serait alors plongé avec délice dans l'étude du Huangdi Suwen 皇帝素问. Il gagna en célébrité après avoir guéri d’une maladie fébrile exogène shanghan 伤寒 le médecin Liu Wansu 刘完素, une figure importante des quatre courants médicaux des Song-Jin-Yuan 宋金元.
Quand il eut réalisé que « Les théories médicales et les conditions environnementales changent avec le temps, les anciens remèdes ne conviennent pas toujours aux nouvelles maladies », il développa sa propre doctrine médicale. Il est à l’origine de nombreuses innovations thérapeutiques et propose une nouvelle méthode pour comprendre et utiliser les herbes médicinales.
Zhang utilise les concepts et les principes explicatifs utilisés en acupuncture pour rendre compte du mode d’action sur le corps du patient des herbes médicinales. Il associe plus clairement la saveur du remède à un effet thérapeutique et utilise la théorie des correspondances systématiques wuxing et des conduits du qi et du sang (tirées des ouvrages de médecine du Huangdi nei jing) pour analyser le mécanisme d’action thérapeutique du remède. C’est lui qui le premier indique que tel remède pénètre dans tel conduit pour l’influencer, une description qui est toujours utilisée de nos jours.
Ce n’est qu’à partir du début du XIIe siècle, que des auteurs comme Zhang Yuansu (1151-1234) et Kou Zongshi 寇宗奭 (XIIe) puis des élèves de Zhang, comme Li Gao (1180-1251) et Wang Haogu 王好古 (1200-1264), ont ouvert la voie à l’introduction des principes explicatifs des correspondances systématiques venant du Huangdi neijing (chap. 4, 5, 10  du Suwen; chap.11 du Lingshu), dans la pharmacopée.
L’utilisation des substances naturelles végétales, minérales, animales comme agents thérapeutiques a commencé à la fin des Zhou début des Han. La première synthèse est connue sous le nom de Shennong bencao jing « Classique de la matière médicale du Laboureur Céleste », écrit entre -100 et +100 de l’ère commune. L’histoire très riche des bencao en Chine, n’a cessé au cours des siècles suivants, d’enrichir les listes de matières médicales et de partager de nouvelles observations thérapeutiques.
Parallèlement, le système conceptuel de la médecine chinoise a été mis en place dans le Huangdi Nei Jing à partir du deuxième siècle avant l’ère commune et a servi de fondement à la thérapie par les aiguilles (ou acupuncture). La médecine chinoise des premiers textes, a produit un système conceptuel élégant et même fascinant dans sa conception globale de l’homme produit par l’univers, dépendant du Ciel pour son animation et des souffles de la Terre pour son entretien. Sa conception holistique de l’homme et de la maladie est fort séduisante pour les esprits philosophiques peu soucieux d’établir les bases empiriques solides de leur doctrine.
Pendant un millénaire, la médecine et la pharmacopée se sont développées en parallèle, sans échanger.
La période d’instabilité politique des Jin-Yuan 金元 a apporté des changements culturels importants comme le développement du néo-confucianisme qui adopta quelques conceptions naturalistes du taoïsme, et un mouvement de réforme de la pharmacopée qui a recouru aux principes naturalistes de la médecine du Huangdi nei jing. Dans son ouvrage zhenzhu nang 珍珠囊 « Le sac de perles », Zhang Yuansu analyse la matière médicale à la lumière du système de correspondances systématiques des wuxing et d’autres concepts de la médecine. Les médecins lettrés ont nommé sa doctrine médicale par le nom de son lieu d’origine où il a délivré son enseignement, l’école de Yishui 易水学派 Yishui xuepai.

## Œuvres
- Jiegu zhenzhu nang 潔古珍珠囊 « Le sac de perles de [Zhang] Jiegu ». Texte de matière médicale de la dynastie Jin 金. Date de publication : 1234. Volume: 1 juan. L’ouvrage liste 113 notices de remèdes, indiquant son nom, ses propriétés, ses attributs yin et yang, son association avec les conduits (jing 经), le problème de la compatibilité des matières médicales. Il donne pour chacun des 12 conduits, le médicament adapté pour le stimuler ; par exemple, pour le conduit de la rate taiyin du pied, le remède qui convient est la pivoine[n 3],[6]. Li Shizhen a fait l’éloge du livre en raison des traits distinctifs qu’il utilise pour caractériser les remèdes : saveur, aptitude à monter ou descendre (sheng jiang 昇降), influence sur les domaines superficiels ou situés en profondeur, ou sur les 12 conduits. 
Selon Li Shizhen, une version découpée en syntagmes rythmés pour faciliter la mémorisation fut créée dans les générations suivantes et attribuée à tort à Li Dongyuan 李東垣 (=Li Gao 李杲). Le livre a survécu sous forme de résumé dans le Ji sheng ba shui fang 寄生拔萃方 de Du Sijing 杜思儆 et sous des formes raccourcies dans le Tang ye bencao 汤液本草 de Wang Haogu 王好古. Li Shizhen a fait référence 141 fois à ce texte sous les noms de Yuansu (135) ou Zhang Yuansu (6)[1].
- Yixue qi yuan 醫學啟源 / 医学启源 « Éclairages des origines des études médicales ». Texte médical complet attribué à Zhang Yuansu[7] mais cette attribution est parfois considérée comme erronée. Date de composition incertaine. Volume: 3 juan 卷. Le travail inclut des matériaux sur la doctrine des « Cinq périodes et des six qi » (wu yun liu qi 五蕴六气 ) provenant du Huangdi suwen 皇帝素问, ainsi que des traitements de diverses maladies, et des informations sur les qualités des remèdes. Li Shizhen considère que ce texte est un texte authentique de Zhang Yuansu[1].
- Jiégǔ jiā zhēn 潔古家珍
- Zàngfǔ biāoběn hánrè xūshí yòngyào shì 臟腑標本寒熱虛實用藥式 « Formules de médicaments pour les organes internes en fonction des symptômes de froid, de chaleur, de vide et de plénitude ». Auteur Zhang Yuansu[8].
- Jiégǔ cì zhū tòng fǎ  潔古刺諸痛法 « Méthodes d’acupuncture de Jiegu pour toutes sortes de douleurs ».
- Yi fang 醫方
- Yào zhù nán jīng 藥注難經
- Jiegu bencao 潔古本草 « Pharmacopée de Jiegu »
- etc.

## Exemple
Li Shizhen cite [Zhang] Yuansu dans son œuvre Bencao gangmu de 1593. La notice sur Astragalus mongholicus (Huangqi en chinois) indique
« Saveur douce, qi chaud, équilibré. Ses qi sont faibles, la saveur est forte. Il peut monter et il peut descendre. Il est yang dans yin. Il pénètre dans les sections du qi [du conduit] de la main et du pied, yin majeur. Aussi, il pénètre par la Porte de la Vie dans le conduit de la main mineur yang et pied mineur yang »,
Le huangqi 黄芪 / anc. graphie 黃耆, (racine d’astragale) peut influencer le mouvement du qi dans les conduits dans lesquels il peut monter ou descendre. Le huangqi bien qu’étant de nature yang (chaud actif) possède aussi des aspects yin (froid, passif). Il peut pénétrer dans le conduit ascendant de la rate (tai) yin majeur du pied 足太阴脾经 et pénétrer par le point d’acupuncture nommé Porte de la vie (mingmen 命門) des conduits de la main mineur yang  (du sanjiao) et du pied mineur yin (de la rate).
Dans la section faming Explications, une autre citation de Zhang Yuansu est donnée
« [la racine] huangqi est douce, chaude et pur yang. Elle a cinq usages. 1) elle supplémente toute condition de déplétion et d’insuffisance 2) elle stimule le qi originel 3) elle renforce la rate et l’estomac 4) elle retire la chaleur des muscles 5) elle retire le pus et fait cesser la douleur... ».
Li Shizhen cite aussi Wang Haogu (1200-1264), un élève de Zhang Yuansu, qui cerne mieux la relation entre les organes et les symptômes (voir Astragalus mongholicus#Histoire).
Par ces exemples, on entrevoit ainsi toute la complexité formelle du système explicatif des conduits et organes où circulent sang et qi, système qui associe des entités anatomiques observables (estomac, muscles) ou définies indirectement (la rate 脾 pi n’est pas la rate de l’anatomie moderne) et d’autres entités avec une base empirique mal établie (qi originel yuanqi 元气, conduit jing 经). La médecine chinoise, très spéculative, a fourni à la pharmacopée chinoise, basée en partie sur une observation des succès et échecs, un instrument argumentatif si puissant qu’on peut lui faire dire à peu près tout, ce qui en fait un système irréfutable/infalsifiable.